# 失怜答里
失怜答里（?—?），弘吉剌氏，元成宗铁穆耳的追册皇后，斡罗陈之女。
生卒不详，失怜答里早薨。大德三年（1299年）十月，追册为皇后。生皇子德寿。大德九年（1305年）五月，德寿被正式立为皇太子，十二月太子病逝。元武宗至大三年（1310年）十月，追尊谥贞慈静懿皇后。
册文是：
宗祧定位，象天地之有阴阳；今古同符，通幽明以行典礼。哀荣斯备，孝敬兼陈。恭惟先元妃弘吉剌氏，庆毓仙源，德昭彤史。春宫主馈，共瞻采翟之辉；椒掖正名，莫际飞龙之会。惟贞协在中之美，而慈推成物之仁。静既合夫坤元，懿益彰于壸则。虽小星之逮下，岂众曜之敢齐。嗣服云初，追怀曷已。是用究成先志，式阐徽称。谨遣某官某，上尊谥曰贞慈静懿皇后，升祔于成宗皇帝殿室。伏惟淑灵，永伸配侑，介以景福，佑我无疆。

## 延伸阅读
[在维基数据编辑]
 《元史·卷114》，出自宋濂《元史》
 《新元史/卷104》，出自柯劭忞《新元史》